# الحزب الشيوعي البنيني
الحزب الشيوعي البنيني (بالفرنسية: Parti Communiste du Bénin)‏ هو حزب سياسي في بنين. تأسس الحزب في عام 1977 من قبل اتحاد الشيوعيين في داهومي. كان يسمى الحزب في البداية الحزب الشيوعي لداهومي. السكرتير الأول للحزب هو باسكال فانتودجي. ينشر الحزب صحيفة الشعلة.
كان حزبًا غير قانوني يعمل بشكل سري ضد نظام كيريكو  ولم يُعترف به قانونيًا إلا في 17 سبتمبر 1993.
خلال الحرب الباردة، كان الحزب مؤيدًا للألبان. يرتبط بالمؤتمر الدولي للأحزاب والمنظمات الماركسية اللينينية (الوحدة والنضال).
في الانتخابات التشريعية لعام 1995، حصل المجلس على نائب واحد.
في الانتخابات الرئاسية لعام 1996، حصل مرشح الحزب باسكال فانتودجي على 17,977 صوتًا (1.08٪).
في عام 1998، تم طرد ماجلوار يانسونو. في عام 1999، شكل يانسونو الحزب الشيوعي الماركسي اللينيني في بنين.

## روابط خارجية
- الشعلة باللغة الفرنسية